# 日本天主教教区列表
天主教會在日本共设有16个教区，其中有3个是总教区。下方同時附上各教區之前身。

## 長崎教省
- 長崎總教區（1959年5月14日）←長崎教區（1891年6月15日）←日本南緯宗座代牧區（1876年5月22日）←日本宗座代牧區（1846年）
  - 福岡教區（1927年7月16日）
  - 鹿兒島教區（1955年2月25日）←鹿兒島宗座監牧區（1927年7月16日）
  - 大分教區（1961年12月22日）←宮崎宗座監牧區（1935年1月28日）
  - 那霸教區（1972年12月18日）←琉球列島宗座署理區（1947年1月13日）

## 大阪教省
- 大阪暨高松總教區：2023年8月15日由原大阪總教區（大阪總教區（1969年6月24日）←大阪教區（1891年6月15日）←日本中部宗座代牧區（1888年））和原高松教區（高松教區（1963年9月13日）←四國宗座監牧區（1904年1月27日））合併而設立。
  - 京都教區（1951年7月12日）←京都宗座監牧區（1937年6月17日）
  - 廣島教區（1959年6月30日）←廣島宗座代牧區（1923年5月4日）
  - 名古屋教區（1962年4月16日）←名古屋宗座監牧區（1922年2月18日）

## 東京教省
- 東京總教區（1891年4月17日）←日本北緯宗座代牧區（1876年5月22日）
  - 仙台教區（1936年3月9日）←函館教區（1891年6月15日）←函館宗座代牧區（1891年4月17日）
  - 橫濱教區（1937年11月9日）
  - 札幌教區（1952年12月11日）←札幌宗座代牧區（1929年3月30日）←札幌宗座監牧區（1915年2月12日）
  - 新潟教區（1962年4月16日）←新潟宗座監牧區（1912年8月13日）
  - 埼玉教區（2003年3月31日）←浦和教區（1957年12月16日）←浦和宗座監牧區（1939年1月4日）

## 外部連結
- 日本天主教會入口網站 （页面存档备份，存于）
- Giga-天主教信息 （页面存档备份，存于）
- 日本天主教教阶制度 （页面存档备份，存于）
- Giga-Catholic Information （页面存档备份，存于）